# Wiewiórów (Dobryszyce)
Pour les articles homonymes, voir Wiewiórów.
Wiewiórów (prononciation [vjɛˈvjuruf]) est un village de la gmina de Dobryszyce , du powiat de Radomsko, dans la voïvodie de Łódź, situé dans le centre de la Pologne.

## Administration
De 1975 à 1998, le village était attaché administrativement à l'ancienne voïvodie de Piotrków.

Depuis 1999, il fait partie de la nouvelle voïvodie de Łódź.